# Edward Gibson, 1. Baron Ashbourne

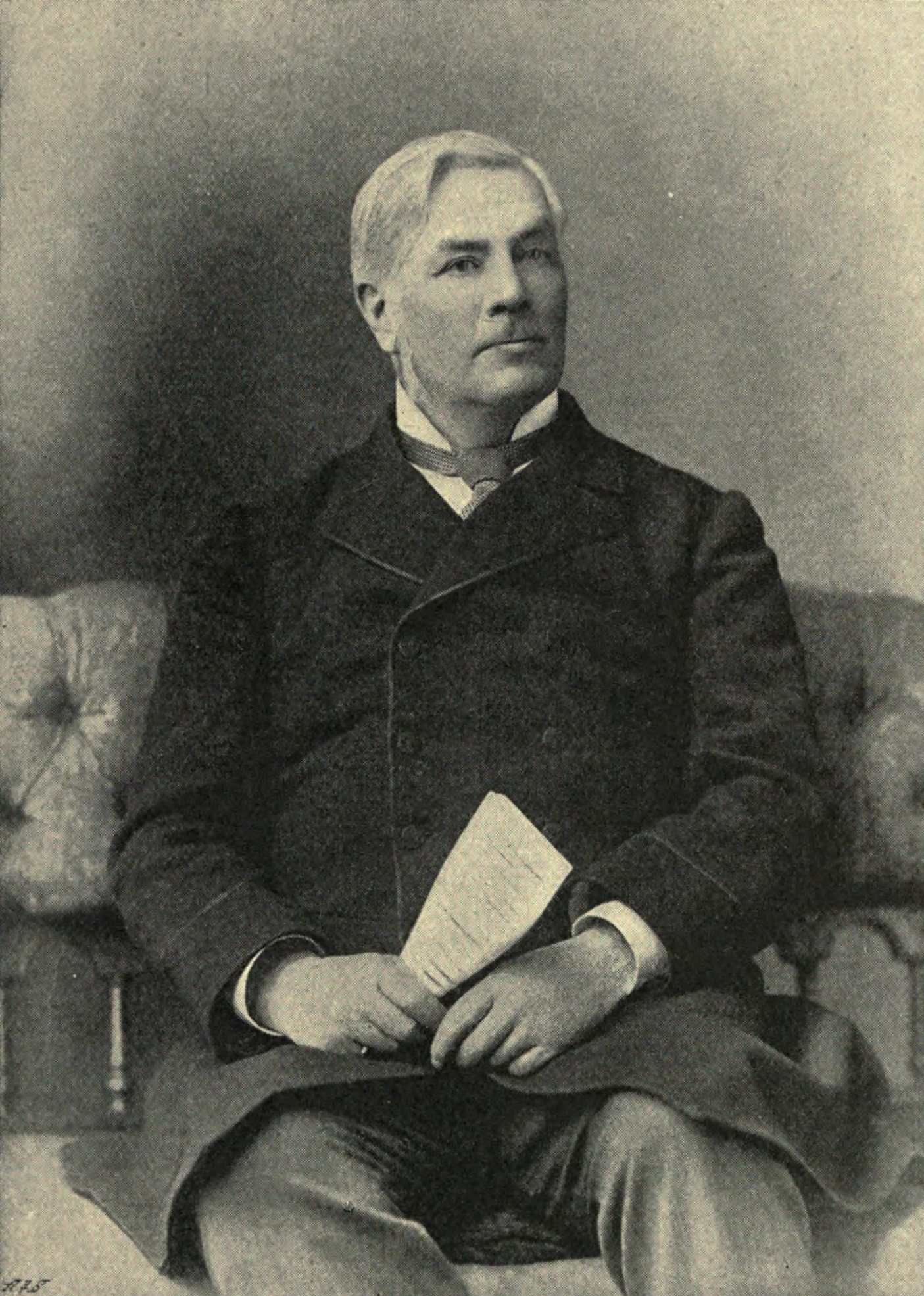
Edward Gibson, 1. Baron Ashbourne

Edward Gibson, 1. Baron Ashbourne, PC, QC, JP (* 4. September 1837 in Dublin; † 22. Mai 1913 in London) war ein britischer Jurist und Politiker der Conservative Party, der zwischen 1875 und 1885 Mitglied des Unterhauses (House of Commons) sowie 1885 als 1. Baron Ashbourne erhoben und dadurch Mitglied des Oberhauses (House of Lords) wurde. Er fungierte von 1877 bis 1880 als Generalstaatsanwalt von Irland sowie 1885 bis 1886, 1886 bis 1892 sowie abermals zwischen 1895 und 1905 als Lordkanzler von Irland.

## Leben

### Rechtsanwalt, Unterhausabgeordneter und Lordkanzler von Irland
Gibson, Sohn des Friedensrichters (Justice of the Peace) William Gibson und Louisa Grant, absolvierte nach dem Schulbesuch zunächst ein grundständiges Studium am Trinity College Dublin, das er 1858 mit einem Bachelor of Arts (B.A.) abschloss. Aufgrund seiner herausragenden Leistungen wurde ihm die Goldmedaille der Universität verliehen. Anschließend folgte ein postgraduales Studium, das er 1861 mit einem Master of Arts (M.A.) beendete. 1861 erhielt er seine anwaltliche Zulassung bei der Dubliner Anwaltskammer von King’s Inn und nahm daraufhin eine Tätigkeit als Barrister auf. Für seine anwaltlichen Verdienste wurde er 1872 zum Kronanwalt QC (Queen’s Counsel) berufen.
Gibson wurde am 21. Januar 1875 für die Conservative Party erstmals zum Mitglied des Unterhauses (House of Commons) gewählt und vertrat dort bis zum 24. November 1885 den Wahlkreis Dublin University. 1877 wurde er „Bencher“ der Anwaltskanzlei von King’s Inn. 1877 übernahm er das Amt des Generalstaatsanwalts von Irland (Attorney-General for Ireland) und übte die Funktion bis 1880 aus. 1881 wurde ihm ein Ehrendoktor der Rechte (Honorary LL.D.) verliehen. Im Juni 1885 wurde er als Nachfolger von John Naish im Kabinett Salisbury I erstmals Lordkanzler von Irland (Lord Chancellor of Ireland) und bekleidete diese Funktion bis zu seiner Ablösung durch John Naish im Februar 1886. Am 24. Juni 1885 wurde er Mitglied des Privy Council (PC).

### Oberhausmitglied

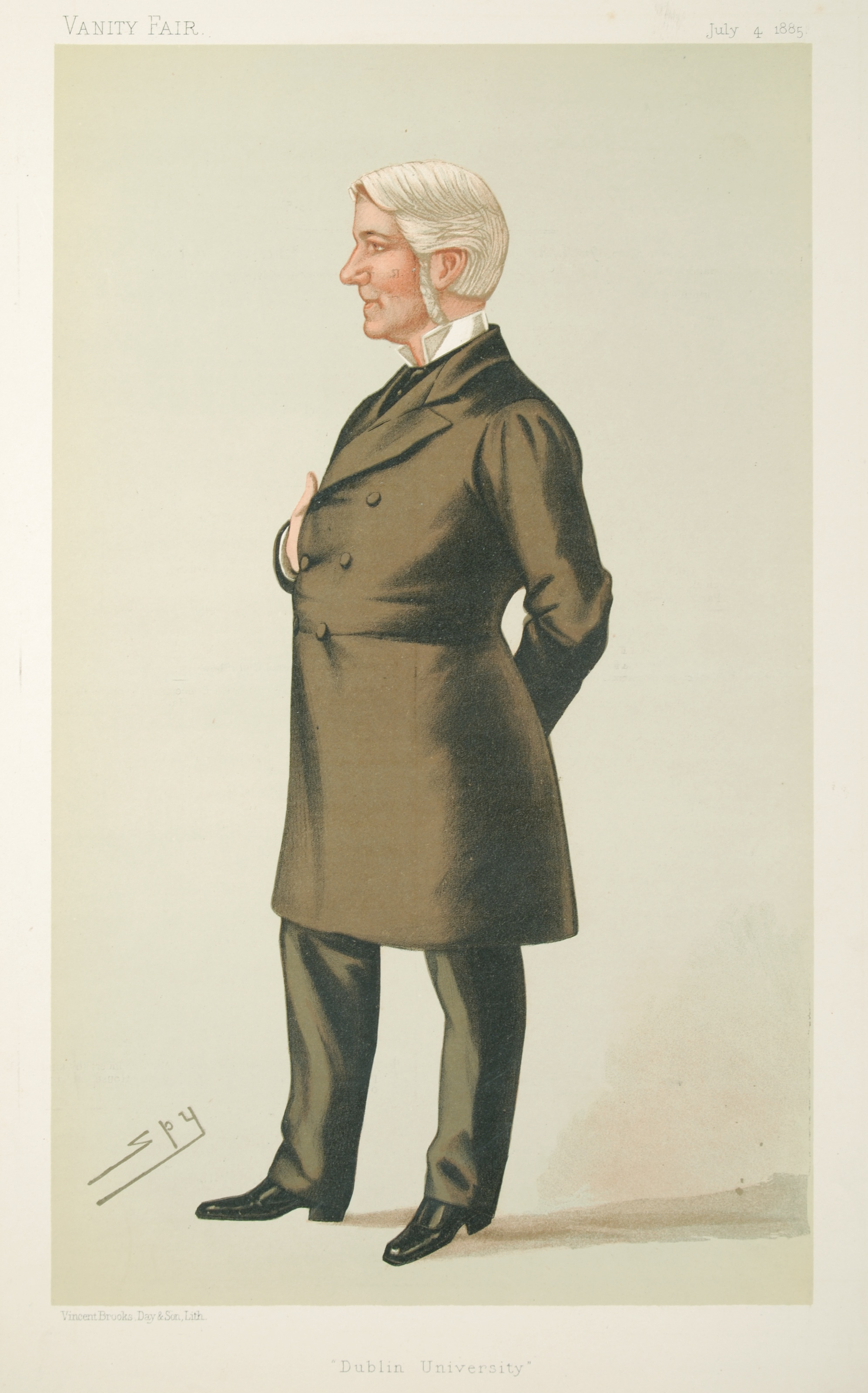
„Dublin University“: Edward Gibson, 1. Baron Ashbourne
(Karikatur von Leslie Ward (Spy) im Vanity Fair, 4. Juli 1885)

Nach seinem Ausscheiden aus dem Unterhaus wurde Gibson durch ein Letters Patent vom 4. Juli 1885 als 1. Baron Ashbourne, of Ashbourne in the County Meath, in den erblichen Adelsstand (Hereditary Peerage) der Peerage of the United Kingdom erhoben und gehörte damit bis zu seinem Tode am 22. Mai 1913 dem Oberhaus (House of Lords) als Mitglied an. Im August 1886 übernahm er als Nachfolger von John Naish im Kabinett Salisbury II erneut das Amt des Lordkanzlers von Irland und verblieb in dieser Funktion bis zu seiner Ablösung durch Samuel Walker 1892. Am 29. Juni 1895 übernahm er im Kabinett Salisbury III abermals das Amt des Lordkanzlers von Irland und bekleidete dieses vom 12. Juli 1902 bis zum 4. Dezember 1905 auch im Kabinett Balfour. Zeitweise war er auch Friedensrichter des County Meath. Nach seinem Tode und seiner Einäscherung wurde Baron Ashbourne auf dem Mount Jerome Cemetery in Dublin bestattet.

### Ehe und Nachkommen
Gibson heiratete am 4. April 1868 in St. Stephen’s in Dublin Frances Maria Adelaide Colles. Aus dieser Ehe gingen 4 Töchter und vier Söhne hervor. 
Die Tochter Violet Gibson unternahm am 7. April 1926 in Rom einen Attentatsversuch auf Benito Mussolini, woraufhin sich ihre jüngere Schwester Constance Anna Gibson in Rom für ihre Freilassung einsetzte. Seine Tochter Frances Maud Gibson war die Ehefrau von Alexander Porter, dessen Vater Andrew Porter, 1. Baronet ebenfalls Unterhausabgeordneter und Generalstaatsanwalt von Irland sowie zwischen 1883 und 1906 als Master of the Rolls Oberster Zivilrichter Irlands war. 
Sein ältester Sohn William Gibson erbte nach seinem Tode am 22. Mai 1913 den Titel als 2. Baron Ashbourne und den damit verbundenen Sitz im Oberhaus. Sein Sohn Henry d’Olier Grant Gibson diente als Oberleutnant in der Royal Artillery. Seine jüngste Tochter Elizabeth Mary Gibson war mit dem Unterhausabgeordneten William Orde-Powlett verheiratet, der 1922 den Titel als 5. Baron Bolton erbte und dadurch ebenfalls Oberhausmitglied wurde. Sein zweitjüngster Sohn Edward Graves Mayne Gibson diente als Oberleutnant im 5. Bataillon des Prince of Wales’s Leinster Regiment (Royal Canadians) und war später wie sein Vater als Barrister bei der Dubliner Anwaltskammer von King’s Inn zugelassen. Sein jüngster Sohn Ernest Victor Gibson nahm als Oberleutnant am Zweiten Burenkrieg teil und praktizierte ebenfalls als Barrister der Kammer von King’s Inn.

## Veröffentlichungen
- Speech on the second reading of the Land Law (Ireland) Bill, delivered April 25th, 1881, London 1881
- Pitt. Some chapters of his life and times, London 1898
- The Ashbourne papers, 1869–1913. A calendar of the papers of Edward Gibson, 1st Lord Ashbourne, Herausgeber A. B. Cooke und A. P. W. Malcomson, Belfast 1974